# Населення Сальвадору
Населення Сальвадору. Чисельність населення країни 2015 року становила 6,141 млн осіб (110-те місце у світі). Чисельність сальвадорців стабільно збільшується, народжуваність 2015 року становила 16,46 ‰ (115-те місце у світі), смертність — 5,69 ‰ (172-ге місце у світі), природний приріст — 0,25 % (178-ме місце у світі) . 

## Природний рух

### Відтворення
Народжуваність у Сальвадорі, станом на 2015 рік, дорівнює 16,46 ‰ (115-те місце у світі). Коефіцієнт потенційної народжуваності 2015 року становив 1,91 дитини на одну жінку (138-ме місце у світі). Рівень застосування контрацепції 72,3 % (станом на 2008 рік). Середній вік матері при народженні першої дитини становив 20,8 року, медіанний вік для жінок — 25-29 років (оцінка на 2008 рік).
Смертність у Сальвадорі 2015 року становила 5,69 ‰ (172-ге місце у світі).
Природний приріст населення в країні 2015 року становив 0,25 % (178-ме місце у світі).

### Вікова структура

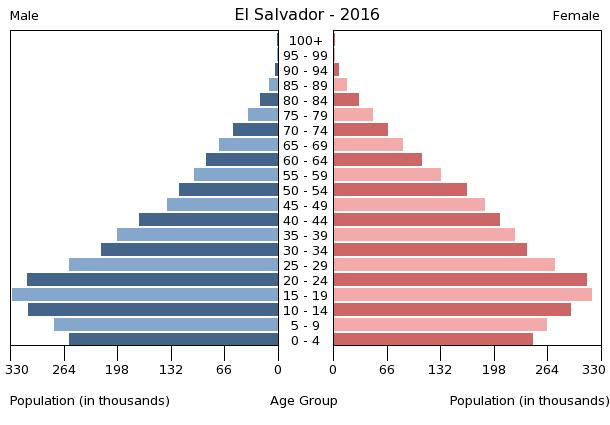
Віково-статева піраміда населення Сальвадору, 2016 рік

Середній вік населення Сальвадору становить 26,6 року (146-те місце у світі): для чоловіків — 25,1, для жінок — 28,1 року. Очікувана середня тривалість життя 2015 року становила 74,42 року (119-те місце у світі), для чоловіків — 71,14 року, для жінок — 77,86 року.
Вікова структура населення Сальвадору, станом на 2015 рік, має такий вигляд:
- діти віком до 14 років — 27,31 % (860 122 чоловіки, 816 855 жінок);
- молодь віком 15—24 роки — 20,71 % (638 989 чоловіків, 632 741 жінка);
- дорослі віком 25—54 роки — 38,1 % (1 077 378 чоловіків, 1 262 585 жінок);
- особи передпохилого віку (55—64 роки) — 6,8 % (186 570 чоловіків, 230 839 жінок);
- особи похилого віку (65 років і старіші) — 7,09 % (192 713 чоловіків, 242 558 жінок)[1].

### Шлюбність— розлучуваність
Коефіцієнт шлюбності, тобто кількість шлюбів на 1 тис. осіб за календарний рік, дорівнює 3,5; коефіцієнт розлучуваності — 0,8; індекс розлучуваності, тобто відношення шлюбів до розлучень за календарний рік — 23 (дані за 2006 рік).

## Розселення
Густота населення країни 2015 року становила 295,7 особи/км² (45-те місце у світі). Найменша за територією країна Центральної Америки має населення у 18 разів більше за населення Белізу. 20 % населення мешкає за кордоном. Більшість населення концентрується в центральній частині, особливо навколо столиці, міста Сан-Сальвадор.

### Урбанізація
Сальвадор високоурбанізована країна. Рівень урбанізованості становить 66,7 % населення країни (станом на 2015 рік), темпи зростання частки міського населення — 1,4 % (оцінка тренду за 2010—2015 роки).
Головні міста держави: Сан-Сальвадор (столиця) — 1,098 млн осіб (дані за 2015 рік).

### Міграції
Річний рівень еміграції 2015 року становив 8,28 ‰ (209-те місце у світі). Цей показник не враховує різниці між законними і незаконними мігрантами, між біженцями, трудовими мігрантами та іншими.

#### Біженці й вимушені переселенці
У країні налічується 289 тис. внутрішньо переміщених осіб.
Сальвадор є членом Міжнародної організації з міграції (IOM).

## Расово-етнічний склад
| Етнічний склад (2007 рік) | Етнічний склад (2007 рік) | Етнічний склад (2007 рік) | Етнічний склад (2007 рік) | Етнічний склад (2007 рік) |
| ------------------------- | ------------------------- | ------------------------- | ------------------------- | ------------------------- |
| Етнос:                    |                           |                           | Відсоток:                 |                           |
| метиси                    | метиси                    |                           | 86.3%                     | 86.3%                     |
| білі                      | білі                      |                           | 12.7%                     | 12.7%                     |
| індіанці                  | індіанці                  |                           | 0.2%                      | 0.2%                      |
| темношкірі                | темношкірі                |                           | 0.1%                      | 0.1%                      |
| інші                      | інші                      |                           | 0.6%                      | 0.6%                      |

Головні етноси країни: метиси — 86,3 %, білі — 12,7 %, індіанці (ленка, какавіра, нахуа-піпіль) — 0,2 %, темношкірі — 0,1 %, інші — 0,6 % населення (оціночні дані за 2007 рік).

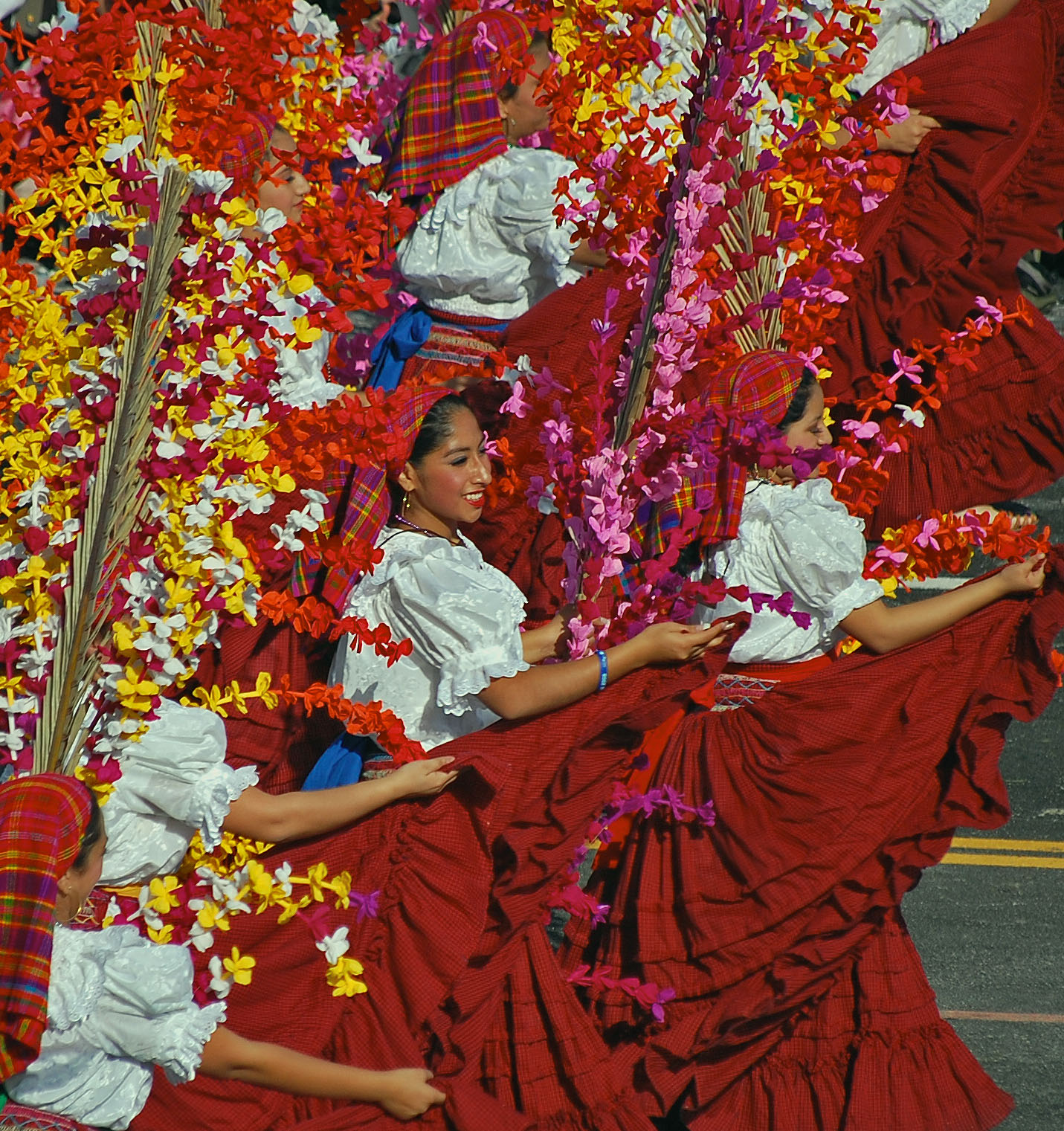
Сальвадорські танцівниці
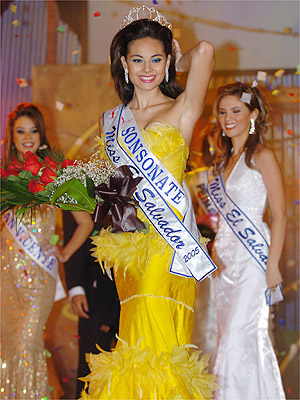
Сальвадорка Ірма Дімас
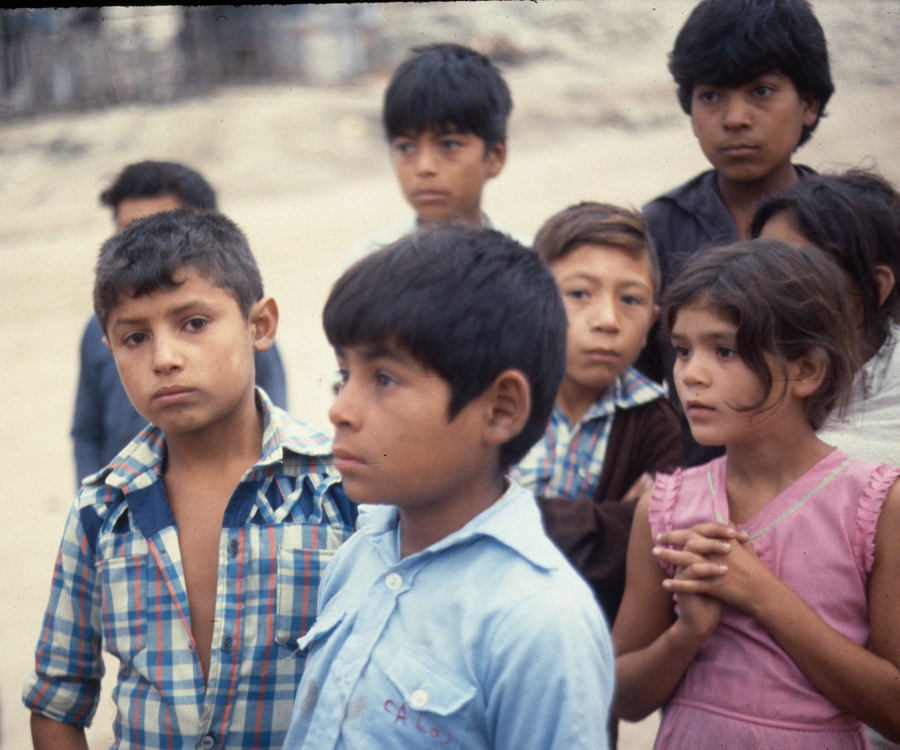
Сальвадорські діти, 1987 рік

## Мови
| Мови Сальвадору (2015 рік) | Мови Сальвадору (2015 рік) | Мови Сальвадору (2015 рік) | Мови Сальвадору (2015 рік) | Мови Сальвадору (2015 рік) |
| -------------------------- | -------------------------- | -------------------------- | -------------------------- | -------------------------- |
| Мова:                      |                            |                            | Відсоток:                  |                            |
| іспанська                  | іспанська                  |                            | %                          | %                          |
| індіанські мови            | індіанські мови            |                            | %                          | %                          |

Офіційна мова: іспанська. Інші поширені мови: нават та інші індіанські мови.

## Релігії
| Релігії в Сальвадорі (2003 рік) | Релігії в Сальвадорі (2003 рік) | Релігії в Сальвадорі (2003 рік) | Релігії в Сальвадорі (2003 рік) | Релігії в Сальвадорі (2003 рік) |
| ------------------------------- | ------------------------------- | ------------------------------- | ------------------------------- | ------------------------------- |
| Віросповідання:                 |                                 |                                 | Відсоток:                       |                                 |
| католики                        | католики                        |                                 | 57.1%                           | 57.1%                           |
| протестанти                     | протестанти                     |                                 | 21.2%                           | 21.2%                           |
| свідки Єгови                    | свідки Єгови                    |                                 | 1.9%                            | 1.9%                            |
| мормони                         | мормони                         |                                 | 0.7%                            | 0.7%                            |
| інші                            | інші                            |                                 | 2.3%                            | 2.3%                            |
| атеїсти                         | атеїсти                         |                                 | 16.8%                           | 16.8%                           |

Головні релігії й вірування, які сповідує, і конфесії та церковні організації, до яких відносить себе населення країни: римо-католицтво — 57,1 %, протестантизм — 21,2 %, Свідки Єгови — 1,9 %, мормони — 0,7 %, інші — 2,3 %, не сповідують жодної — 16,8 % (станом на 2003 рік).

## Освіта
Рівень письменності 2015 року становив 88 % дорослого населення (віком від 15 років): 90,4 % — серед чоловіків, 86 % — серед жінок.
Державні витрати на освіту становлять 3,4 % ВВП країни, станом на 2011 рік (129-те місце у світі). Середня тривалість освіти становить 13 років, для хлопців — до 13 років, для дівчат — до 13 років (станом на 2014 рік).

## Охорона здоров'я
Забезпеченість лікарями в країні на рівні 1,6 лікаря на 1000 мешканців (станом на 2008 рік). Забезпеченість лікарняними ліжками в стаціонарах — 1,1 ліжка на 1000 мешканців (станом на 2012 рік). Загальні витрати на охорону здоров'я 2014 року становили 6,8 % ВВП країни (91-ше місце у світі).
Смертність немовлят до 1 року, станом на 2015 рік, становила 17,86 ‰ (98-ме місце у світі); хлопчиків — 19,94 ‰, дівчаток — 15,68 ‰. Рівень материнської смертності 2015 року становив 54 випадків на 100 тис. народжень (81-ше місце у світі).
Сальвадор входить до складу ряду міжнародних організацій: Міжнародного руху (ICRM) і Міжнародної федерації товариств Червоного Хреста і Червоного Півмісяця (IFRCS), Дитячого фонду ООН (UNISEF), Всесвітньої організації охорони здоров'я (WHO).

### Захворювання
Потенційний рівень зараження інфекційними хворобами в країні високий. Найпоширеніші інфекційні захворювання: діарея, гарячка денге. Станом на серпень 2016 року в країні були зареєстровані випадки зараження вірусом Зіка через укуси комарів Aedes, переливання крові, статевим шляхом, під час вагітності.
2014 року було зареєстровано 20,9 тис. хворих на СНІД (76-те місце у світі), це 0,53 % населення в репродуктивному віці 15-49 років (65-те місце у світі). Смертність 2014 року від цієї хвороби становила приблизно 400 осіб (94-те місце у світі).
Частка дорослого населення з високим індексом маси тіла 2014 року становила 20,1 % (51-ше місце у світі); частка дітей віком до 5 років зі зниженою масою тіла становила 5 % (оцінка на 2014 рік). Ця статистика показує як власне стан харчування, так і наявну/гіпотетичну поширеність різних захворювань.

### Санітарія
Доступ до облаштованих джерел питної води 2015 року мало 97,5 % населення в містах і 86,5 % в сільській місцевості; загалом 93,8 % населення країни. Відсоток забезпеченості населення доступом до облаштованого водовідведення (каналізація, септик): у містах — 82,4 %, в сільській місцевості — 60 %, загалом по країні — 75 % (станом на 2015 рік). Споживання прісної води, станом на 2007 рік, дорівнює 1,84 км³ на рік, або 301,9 тонни на одного мешканця на рік: з яких 22 % припадає на побутові, 14 % — на промислові, 64 % — на сільськогосподарські потреби.

## Соціально-економічне становище
Співвідношення осіб, що в економічному плані залежать від інших, до осіб працездатного віку (15—64 роки) загалом становить 54,3 % (станом на 2015 рік): частка дітей — 41,7 %; частка осіб похилого віку — 12,6 %, або 7,9 потенційно працездатного на 1 пенсіонера. Загалом ці показники характеризують рівень потреби державної допомоги в секторах освіти, охорони здоров'я та пенсійного забезпечення, відповідно. За межею бідності 2010 року перебувало 36,5 % населення країни. Розподіл доходів домогосподарств у країні має такий вигляд: нижній дециль — 1 %, верхній дециль — 37 % (станом на 2009 рік).
Станом на 2013 рік, у країні 400 тис. осіб не має доступу до електромереж; 94 % населення має доступ, у містах цей показник дорівнює 98 %, у сільській місцевості — 86 %. Рівень проникнення інтернет-технологій низький. Станом на липень 2015 року в країні налічувалось 1,653 млн унікальних інтернет-користувачів (102-ге місце у світі), що становило 26,9 % загальної кількості населення країни.

### Трудові ресурси
Загальні трудові ресурси 2015 року становили 2,774 млн осіб (108-ме місце у світі). Зайнятість економічно активного населення у господарстві країни розподіляється таким чином: аграрне, лісове і рибне господарства — 21 %; промисловість і будівництво — 20 %; сфера послуг — 58 % (станом на 2011 рік). 179,30 тис. дітей у віці від 5 до 17 років (4 % загальної кількості) 2007 року були залучені до дитячої праці. Безробіття 2014 року дорівнювало 6,1 % працездатного населення, 2013 року — 6,2 % (67-ме місце у світі); серед молоді у віці 15—24 років ця частка становила 12,4 %, серед юнаків — 11,8 %, серед дівчат — 13,6 % (89-те місце у світі). Наведені дані офіційної статистики, реальний рівень безробіття досить високий.

## Кримінал

### Наркотики

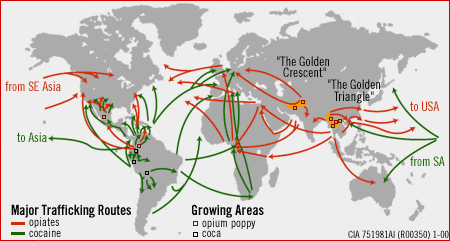
Світові маршрути наркотрафіку

Перевантажний пункт для кокаїну; нелегальний виробник марихуани для внутрішнього споживання; зростаюче внутрішнє споживання кокаїну.

### Торгівля людьми
Згідно зі щорічною доповіддю про торгівлю людьми (англ. Trafficking in Persons Report) Управління з моніторингу та боротьби з торгівлею людьми Державного департаменту США, уряд Сальвадору докладає значних зусиль у боротьбі з явищем примусової праці, сексуальної експлуатації, незаконною торгівлею внутрішніми органами, але законодавство відповідає мінімальним вимогам американського закону 2000 року щодо захисту жертв (англ. Trafficking Victims Protection Act’s) не повною мірою, країна перебуває у списку другого рівня.

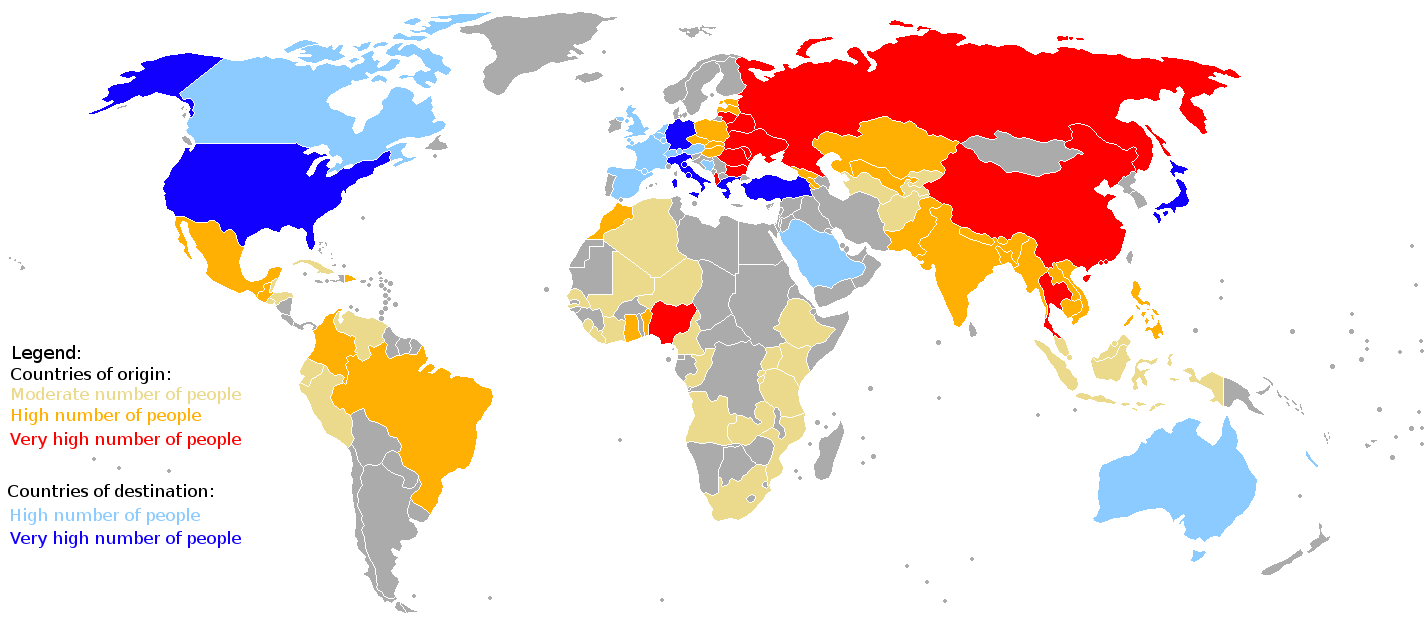
Країни-донори (червоний) і країни-реципієнти кримінальних потоків  (англ.)
Глобальна боротьба з торгівлею людьми (англ.)

## Гендерний стан
Статеве співвідношення (оцінка 2015 року):
- при народженні — 1,05 особи чоловічої статі на 1 особу жіночої;
- у віці до 14 років — 1,05 особи чоловічої статі на 1 особу жіночої;
- у віці 15—24 років — 1,01 особи чоловічої статі на 1 особу жіночої;
- у віці 25—54 років — 0,85 особи чоловічої статі на 1 особу жіночої;
- у віці 55—64 років — 0,81 особи чоловічої статі на 1 особу жіночої;
- у віці за 64 роки — 0,8 особи чоловічої статі на 1 особу жіночої;
- загалом — 0,93 особи чоловічої статі на 1 особу жіночої[1].

## Демографічні дослідження
Демографічні дослідження у країні ведуться рядом державних і наукових установ:

### Українською
- Атлас. 10—11 клас. Економічна і соціальна географія світу / упорядники :  О. Я. Скуратович, Н. І. Чанцева. — К. : ДНВП «Картографія», 2010. — ISBN 978-966-475-639-3.
- Атлас світу / голов. ред. І. С. Руденко ; зав. ред. В. В. Радченко ; відп. ред. О. В. Вакуленко. — К. : ДНВП «Картографія», 2005. — 336 с. — ISBN 9666315467.
- Безуглий В. В. Економічна і соціальна географія зарубіжних країн : Навчальний посібник. — К. : ВЦ «Академія», 2007. — 704 с. — ISBN 978-966-580-239-6.
- Безуглий В. В., Козинець С. В. Регіональна економічна і соціальна географія світу : Навчальний посібник. — видання 2-ге, доп., перероб. — К. : ВЦ «Академія», 2007. — 688 с. — ISBN 966-580-144-9.
- Головченко В. І., Кравчук О. Країнознавство: Азія, Африка, Латинська Америка, Австралія і Океанія. — К., 2006. — 335 с. — ISBN 966-8939-04-2.
- Гудзеляк І. І. Географія населення: Навчальний посібник / І. Гудзеляк. — Л. : Видавничий центр ЛНУ імені Івана Франка, 2008. — 232 с. — ISBN 978-966-613-599-8.
- Дахно І. І. Країни світу: Енциклопедичний довідник / І. І. Дахно, С. М. Тимофієв. — К. : Мапа, 2011. — 606 с. — (Бібліотека нового українця) — ISBN 978-966-8804-23-6.
- Дахно І. І. Економічна географія зарубіжних країн : навчальний посібник. — К. : Центр учбової літератури, 2014. — 319 с. — ISBN 978-611-01-0682-5.
- Джаман В. О. Регіональні системи розселення: демографічні аспекти. — Чернівці : Рута, 2003. — 392 с. — ISBN 9665685988.
- Дорошенко Л. С. Демографія: Навчальний посібник. — К. : МАУП, 2005. — 112 с. — ISBN 966-608-442-2.
- Дубович І. А. Країнознавчий словник-довідник. — 5-те вид., перероб. і доп. — К. : Знання, 2008. — 839 с. — ISBN 978-966-346-330-8.
- Економічна і соціальна географія країн світу. Навчальний посібник / За ред. Кузика С. П. — Л. : Світ, 2002. — 672 с. — ISBN 966-603-178-7.
- Загальна медична географія світу / В. О. Шевченко [та ін.] — К. : [б.в.], 1998. — 178 с.
- Книш М. М., Мамчур О. І. Регіональна економічна і соціальна географія світу (Латинська Америка та Карибські країни, Африка, Азія, Океанія) : навч. посіб. — Л. : ЛНУ ім. Івана Франка, 2013. — 368 с. — ISBN 978-617-10-0007-0.
- Крисаченко В. С. Динаміка населення: Популяційні, етнічні та глобальні виміри. — К. : Видавництво Національного інституту стратегічних досліджень, 2005. — 368 с. — ISBN 966-554-083-1.
- Кузик С. П., Книш М. М. Економічна і соціальна географія країн Америки : навч. посіб. — Л. : ЛНУ ім. Івана Франка, 1999. — 299 с. — ISBN 966-613-026-2.
- Любіцева О. О., Мезенцев К. В., Павлов С. В. Географія релігій. — К. : АртЕК, 1999. — 504 с. — ISBN 966-505-006-0.
- Масляк П. О. Країнознавство. — К. : Знання, 2007. — 292 с. — (Вища освіта XXI століття)
- Масляк П. О., Дахно І. І. Економічна і соціальна географія світу / П. О. Масляк, І. І. Дахно ; за ред. П. О. Масляка. — К. : Вежа, 2003. — 280 с. — ISBN 966-7091-53-8.

### Російською
- (рос.) Сальвадор // Демографический энциклопедический словарь / главн. ред. Валентей Д. И. — М. : Советская энциклопедия, 1985. — 608 с.
- (рос.) Сальвадор // Латинская Америка. Энциклопедический справочник [в 2-х тт.] / Главный редактор В. В. Вольский. — М. : Советская энциклопедия, 1982. — Т. 2. К-Я. — 656 с.
- (рос.) Сальвадор // Страны и народы. Америка. Общий обзор Латинской Америки. Средняя Америка / Редкол. : отв. ред. В. В. Вольский, Я. Г. Машбиц и др. — М. : «Мысль», 1981. — 333 с. — (Страны и народы) — 180 тис. прим.
- (рос.) Атлас народов мира / Отв. ред. С. И. Брук и В. С. Апенченко. — М. : ГУГК ГГК СССР и Институт этнографии им. Н. Н. Миклухо-Маклая АН СССР, 1964. — 185 с. — 20 тис. прим.
- (рос.) Численность и расселение народов мира. Этнографические очерки / под ред. С. И. Брука. — М. : Издательство АН СССР, 1962. — 487 с.
- (рос.) Лаппо Г. М. География городов: Учебное пособие для географических факультетов вузов. — М. : Туманит, изд. центр ВЛАДОС, 1997. — 476 с. — ISBN 5-691-00047-0.
- (рос.) Ягельский А. География населения. — М. : Прогресс, 1980. — 383 с.